# Musée archéologique de Narbonne
Le Musée archéologique de Narbonne est un musée situé au sein du palais des archevêques de Narbonne. Il présente une collection de pièces et de mobiliers archéologiques couvrant l'histoire locale de la préhistoire jusqu'au Moyen Âge.
Il héberge notamment une collection importante de fresques gallo-romaines découvertes lors des fouilles du site du Clos de la Lombarde.
Il est, avec le musée d'art et d'histoire de Narbonne, l'un des deux musées principaux de Narbonne.
Ses collections romaines ont rejoint Narbo Via, dont la première pierre a été posée le 10 novembre 2015, et dont l'inauguration a lieu au printemps 2021.

## Espaces et collections
Possédant 12 salles, il renferme des collections couvrant la Préhistoire, la Protohistoire, mais essentiellement les périodes gallo-romaine et paléochrétienne.
Celles-ci sont d'une grande richesse notamment pour l’époque romaine et permettent d'évoquer la vie et l’histoire de Narbonne lorsqu'elle était la capitale de la Gaule romaine. L'une des pièces majeures de la collection est l’ensemble unique de peintures murales, dites du Clos de la Lombarde, qui décoraient une ancienne villa romaine de la région.

### Salle des fresques

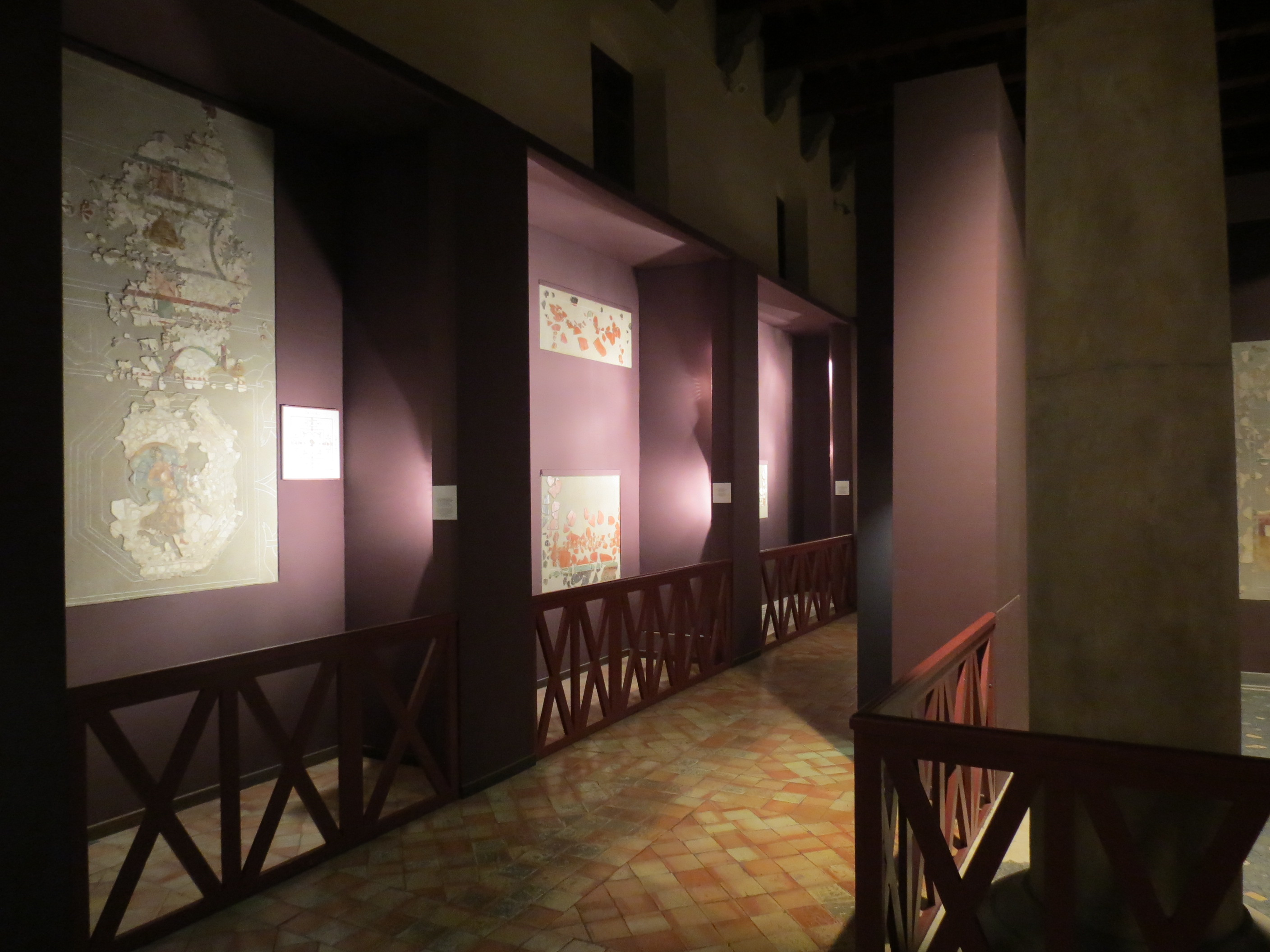
Salle des fresques du Musée archéologique.

La salle des fresques expose une partie des collections narbonnaises de peintures murales romaines, découvertes notamment lors des fouilles au Clos de la Lombarde.

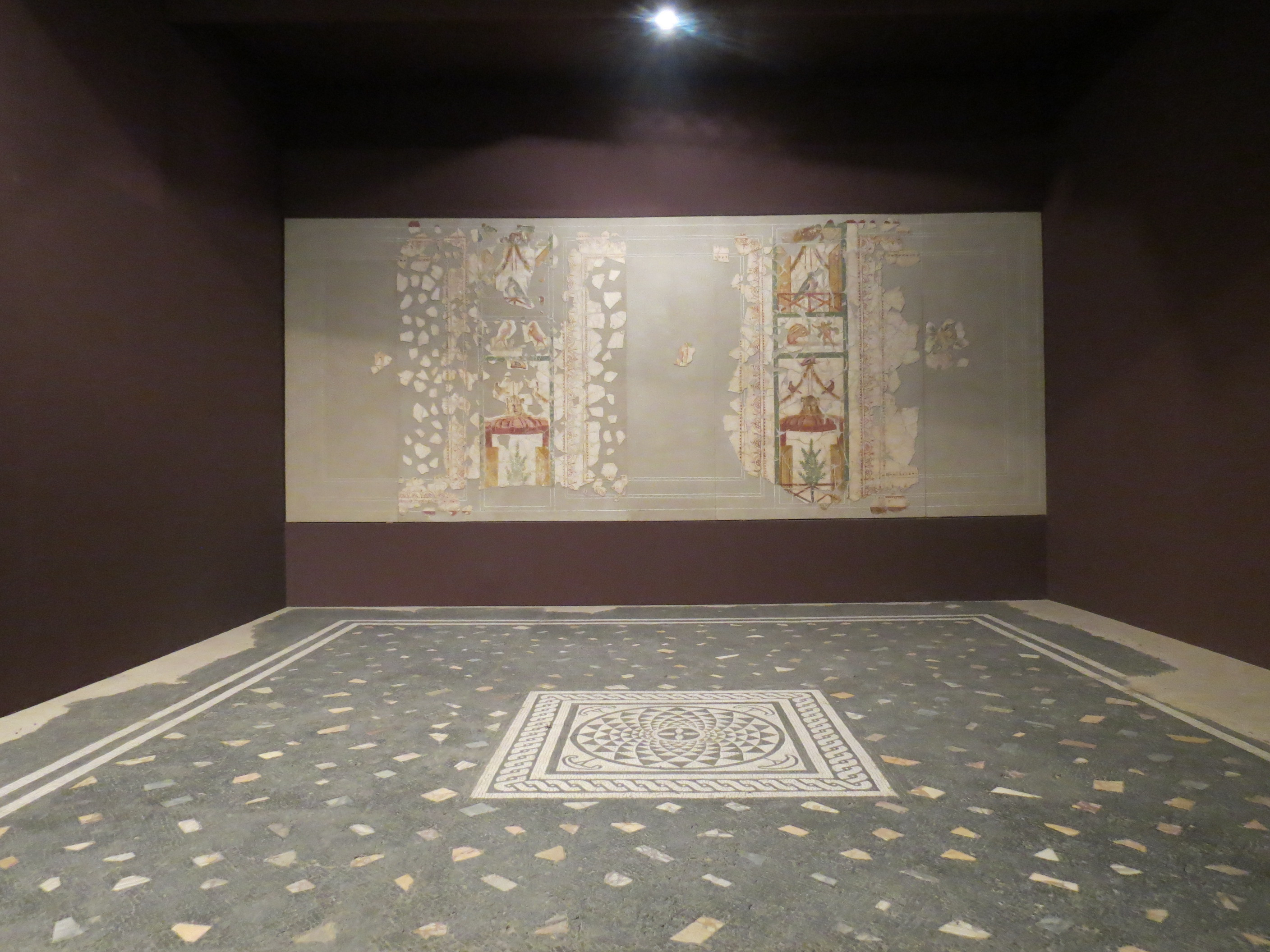
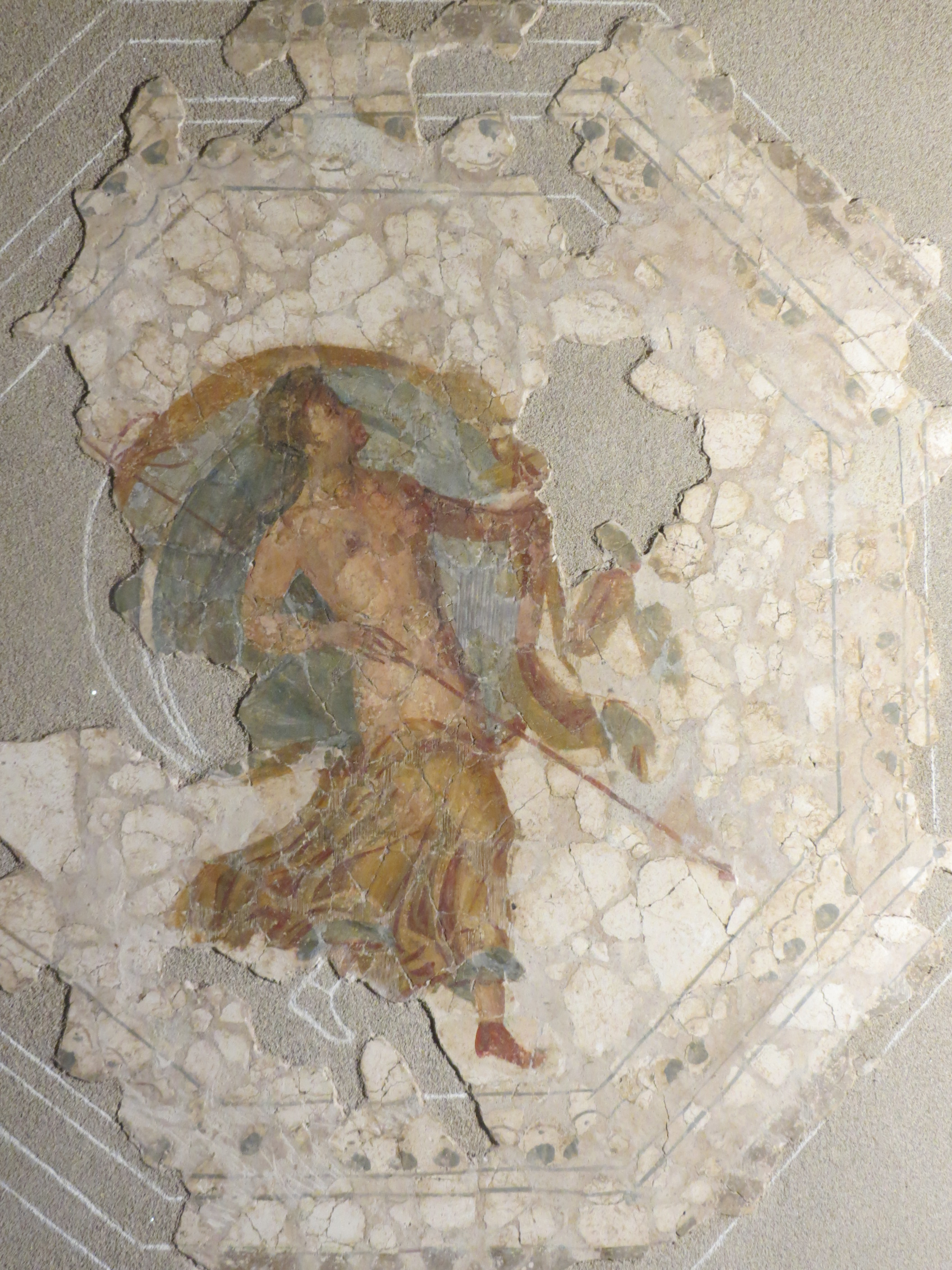
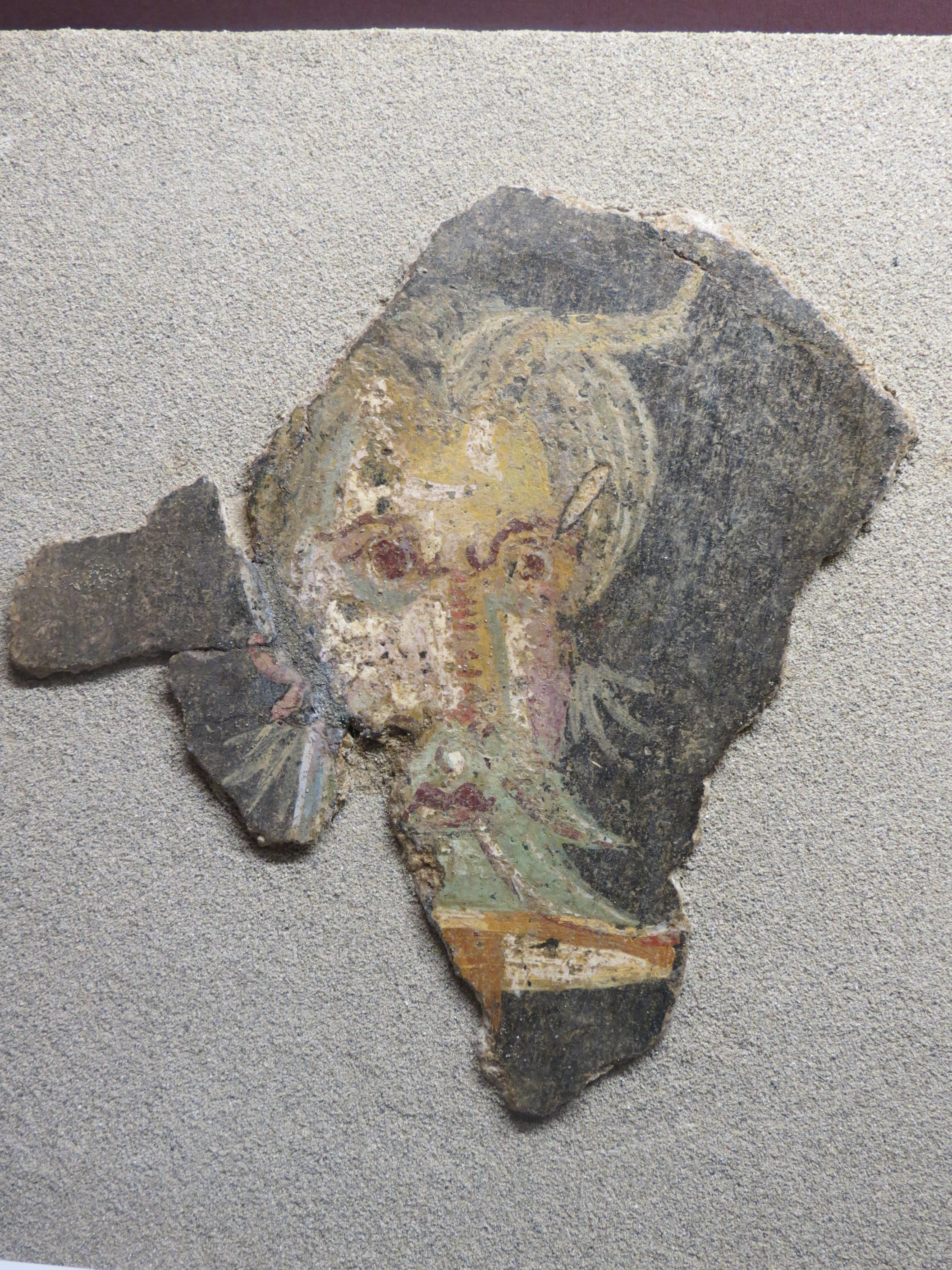
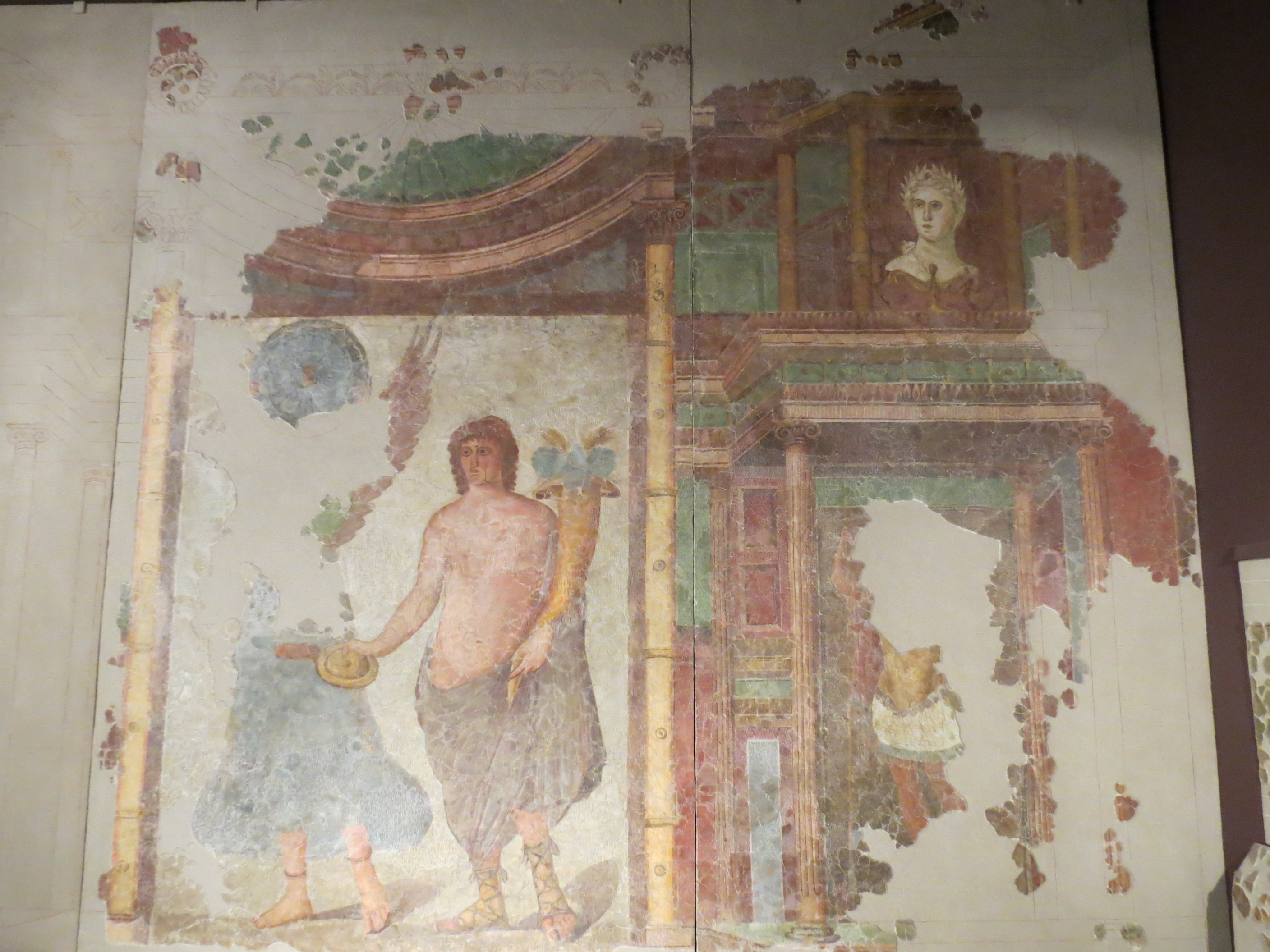
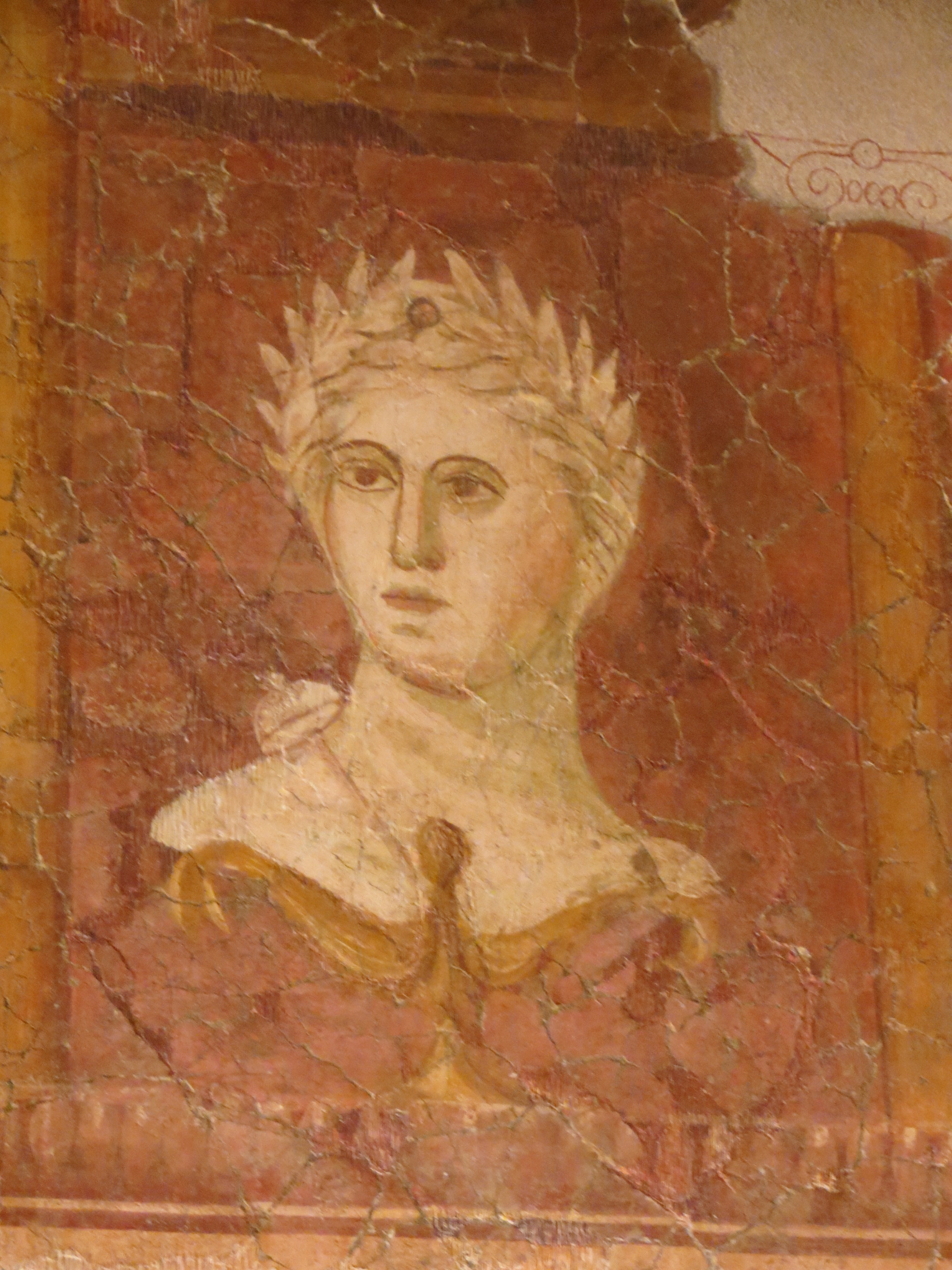
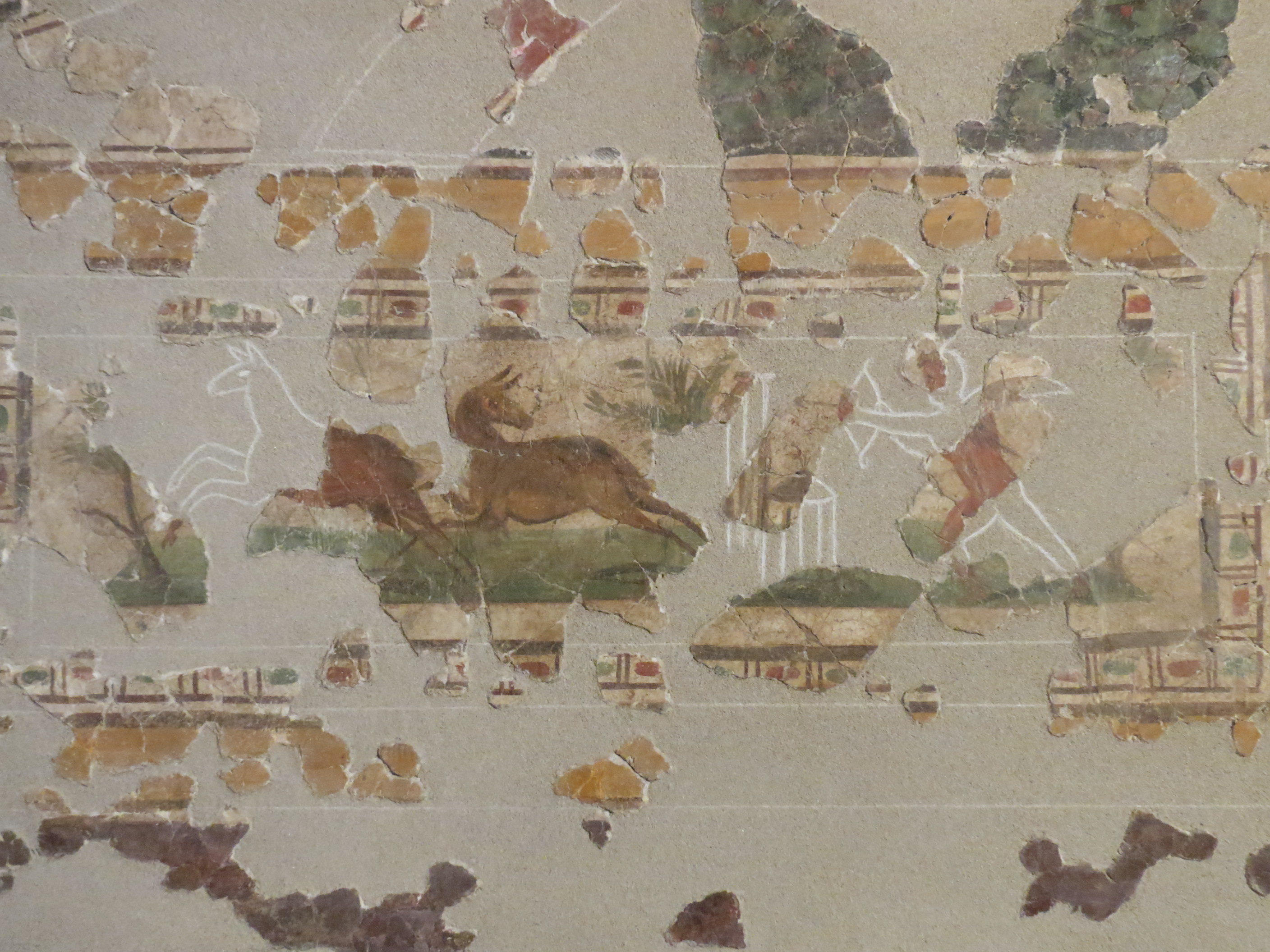
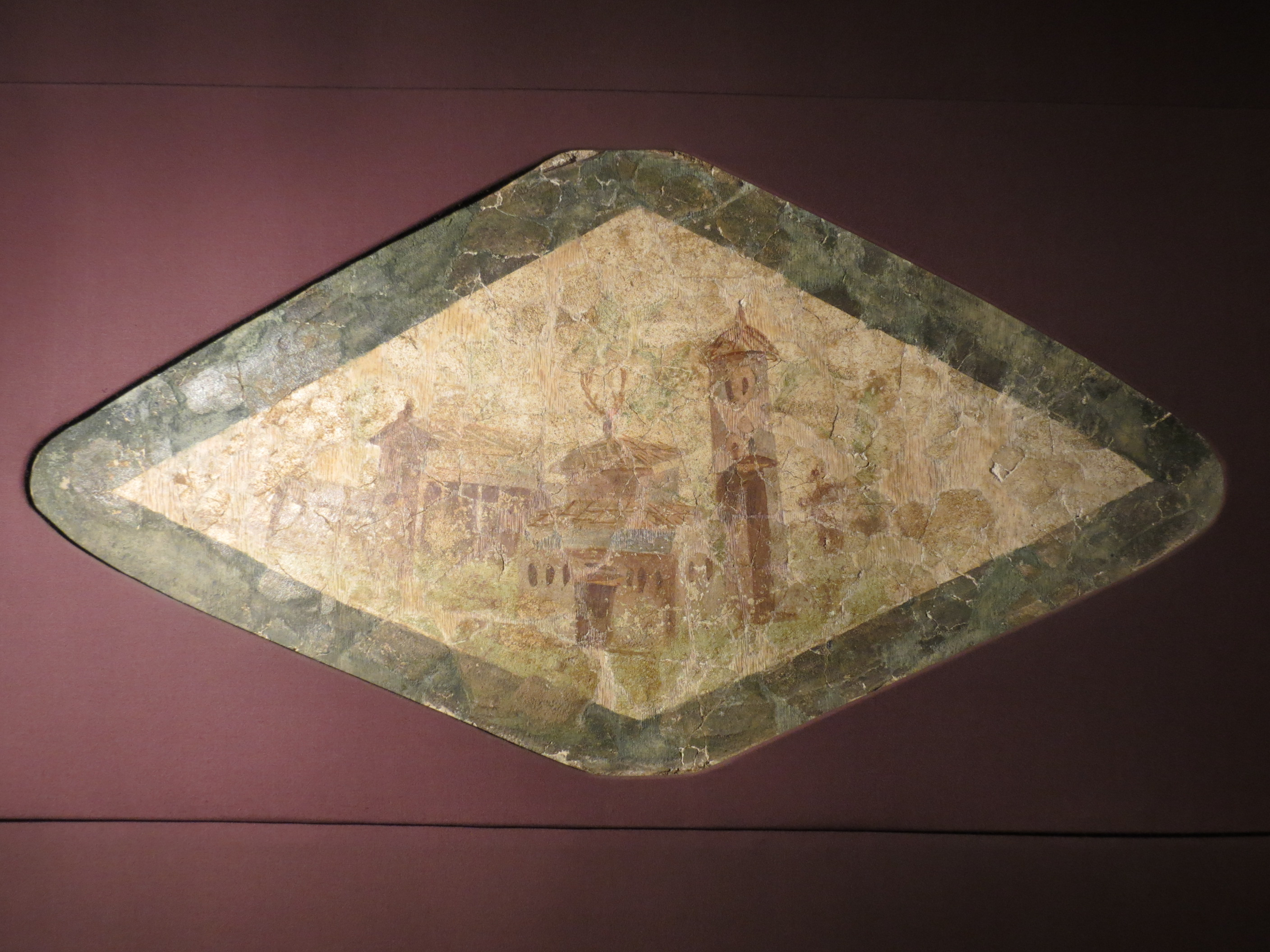
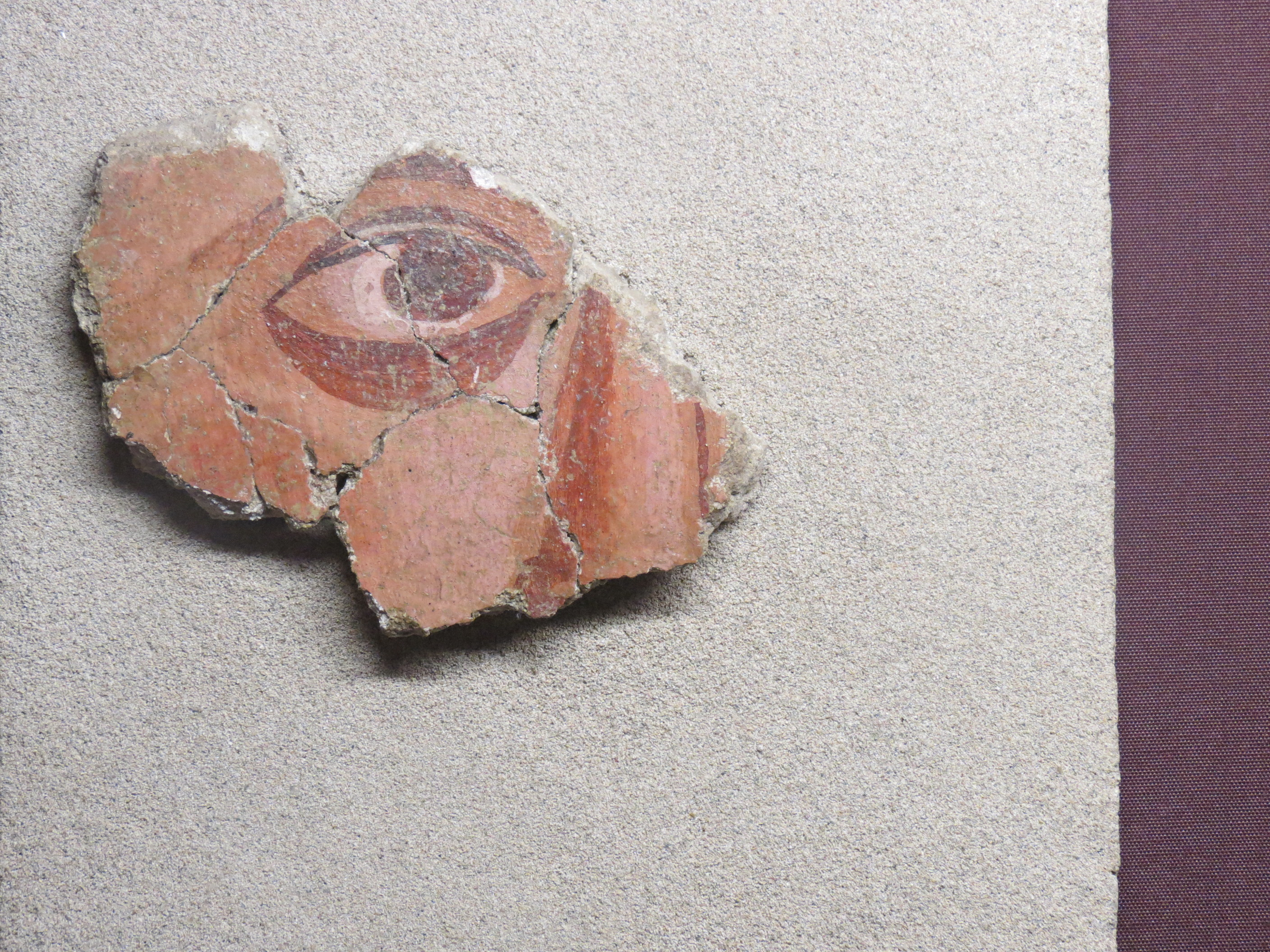
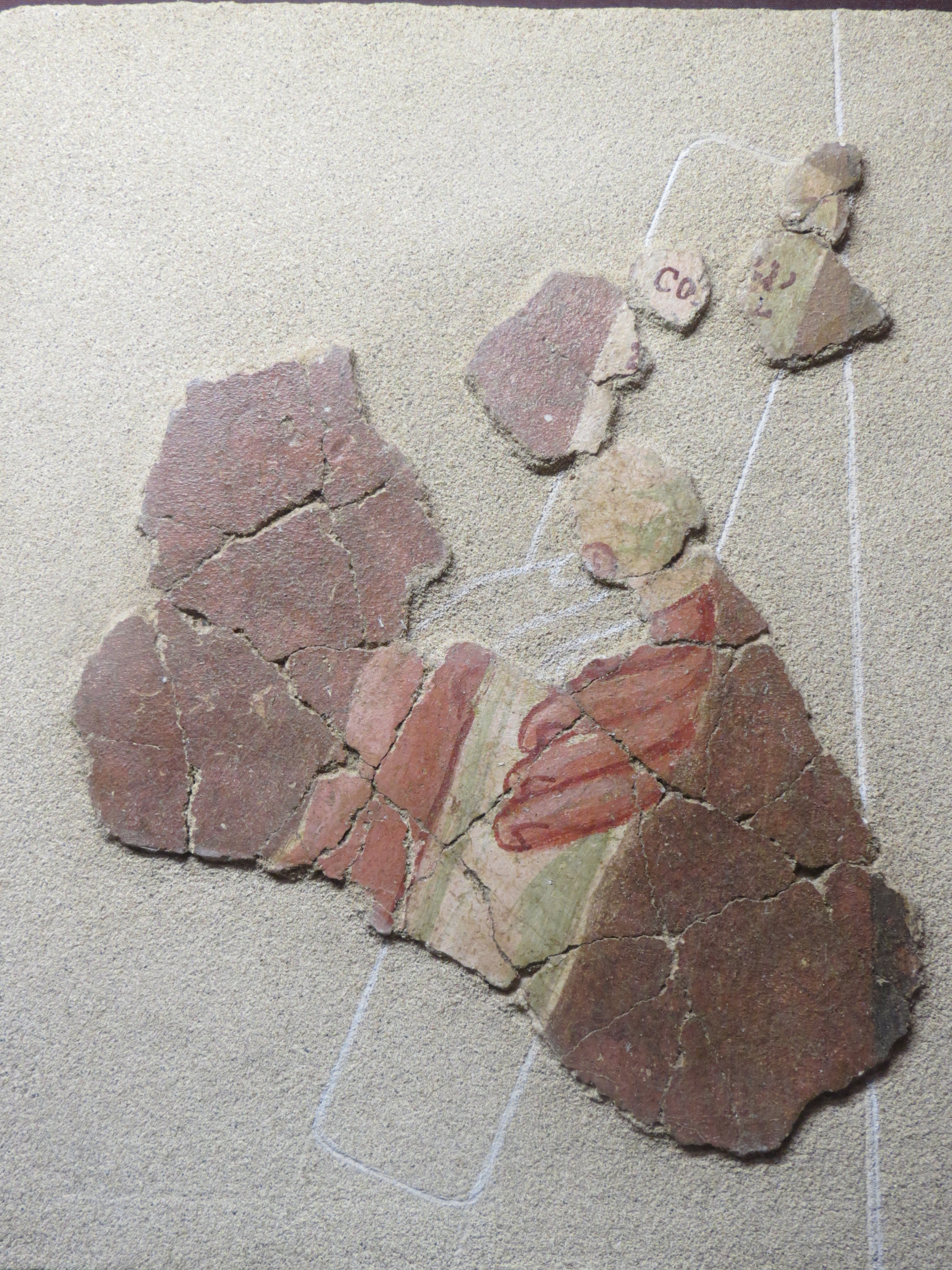
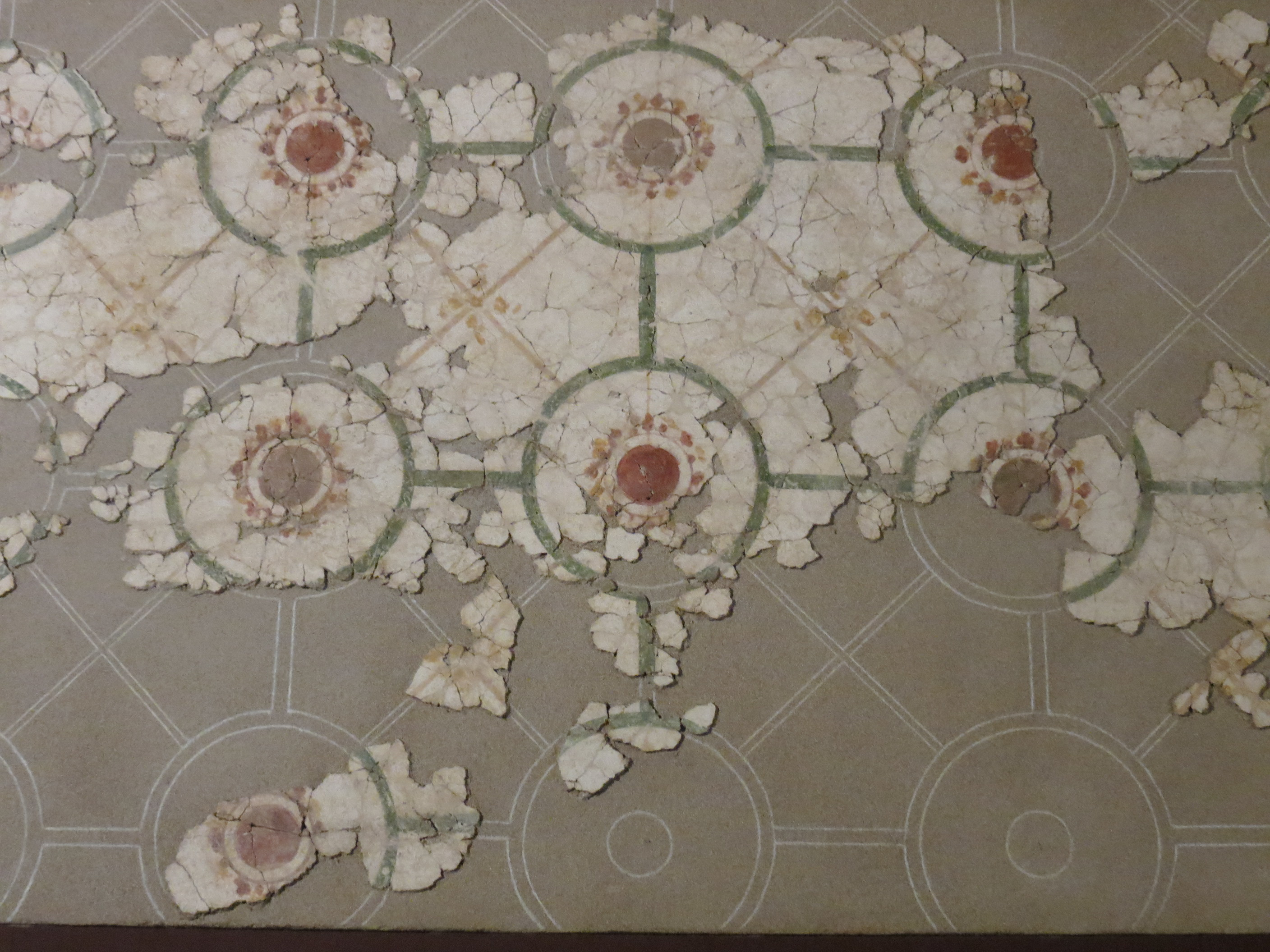

### Vie publique et religieuse

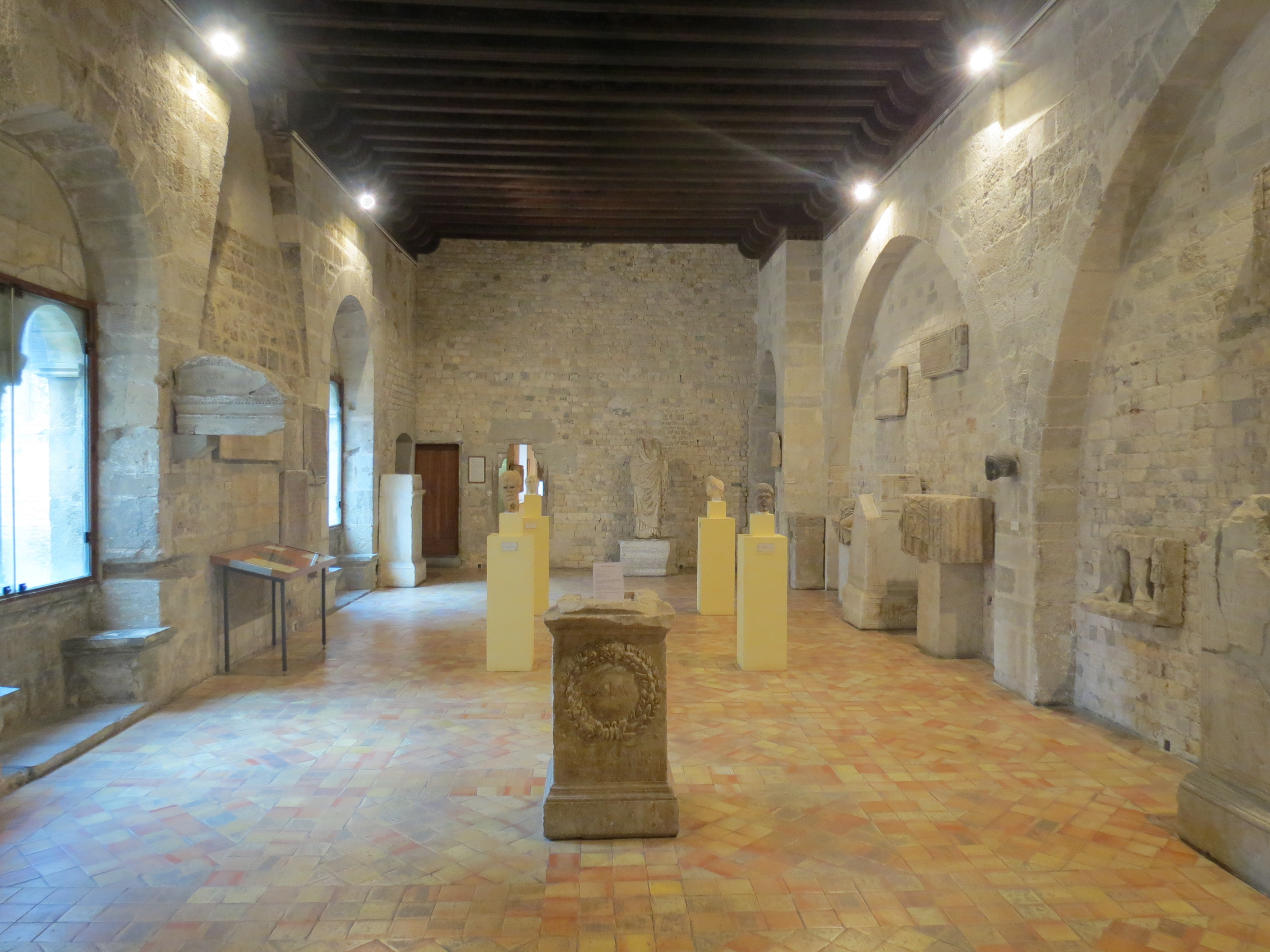
Salle de la vie publique et religieuse.

Cette salle comprend notamment une borne milliaire de la Via Domitia gravée du nom de Cnaeus Domitius Ahenobarbus, ainsi qu'un certain nombre d'éléments en marbre provenant de divers monuments civils ou religieux.

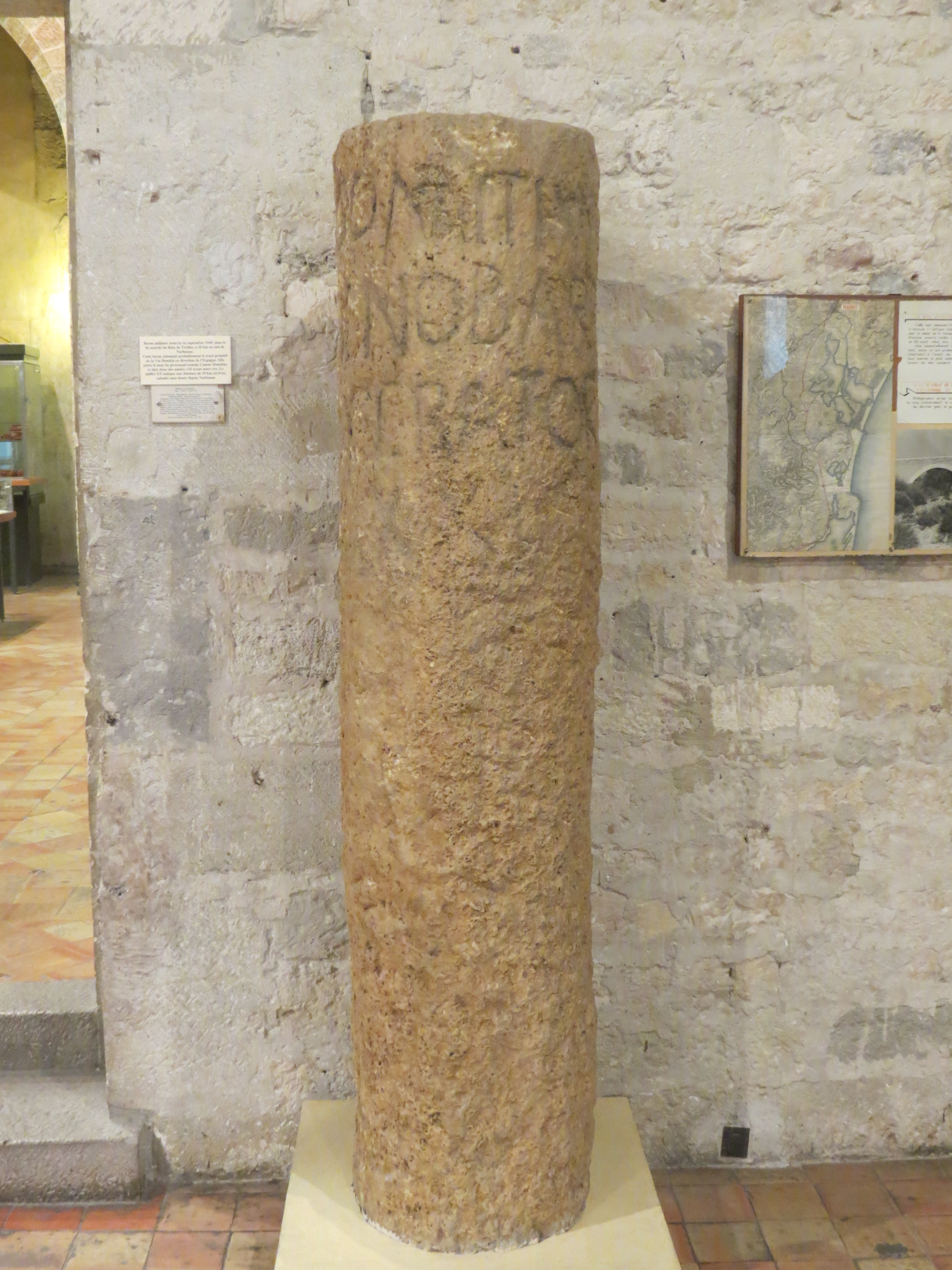
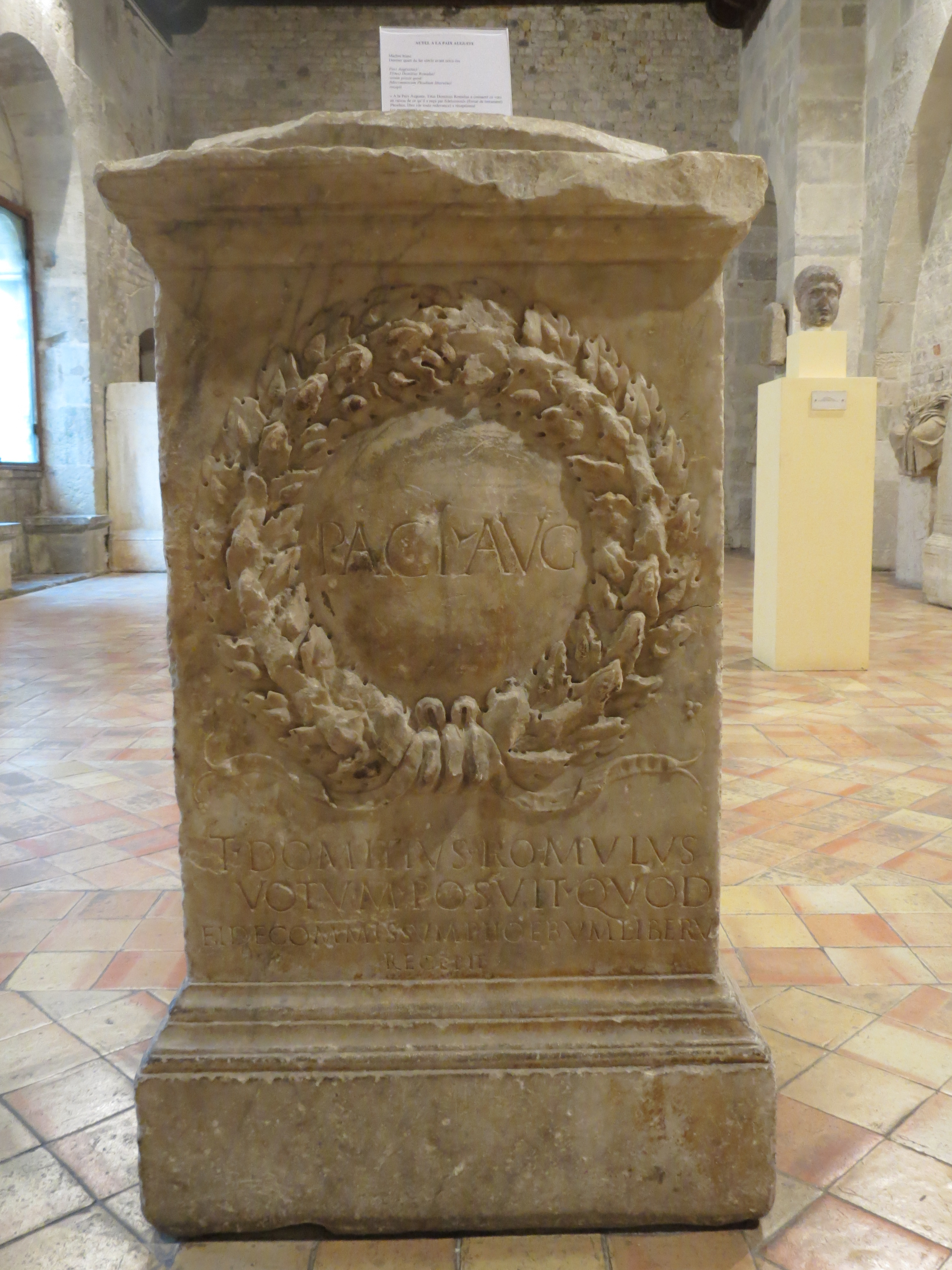
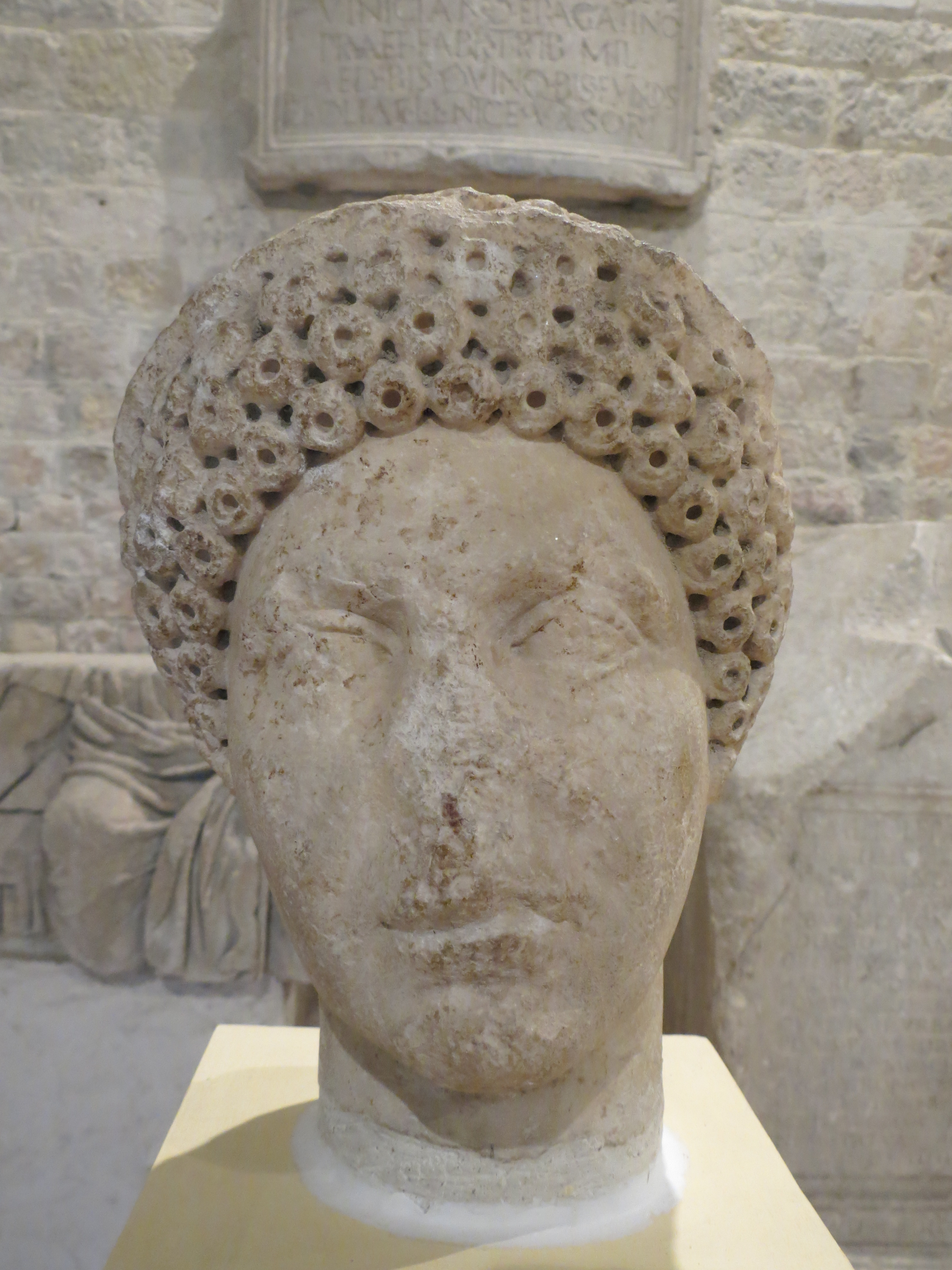
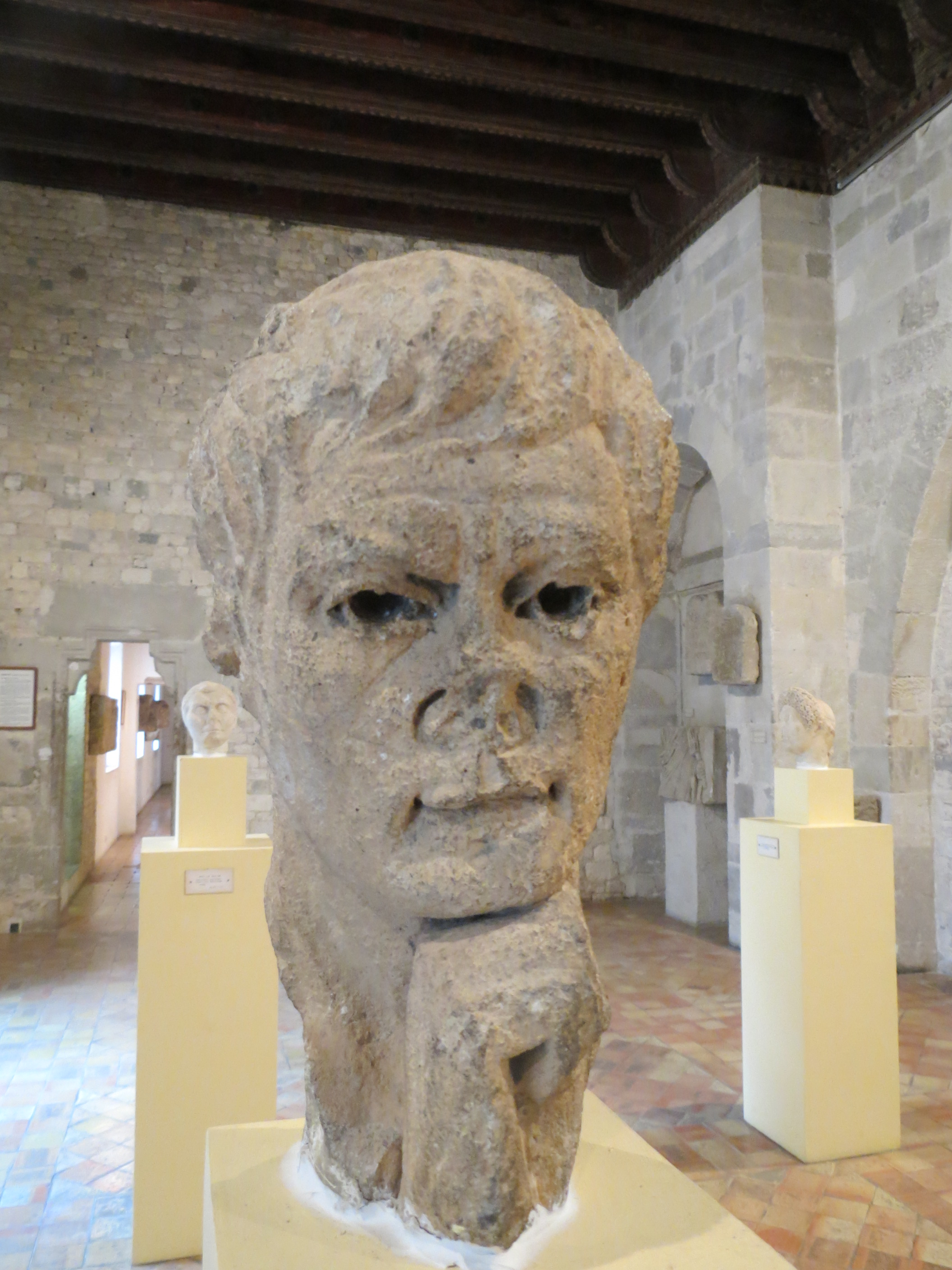
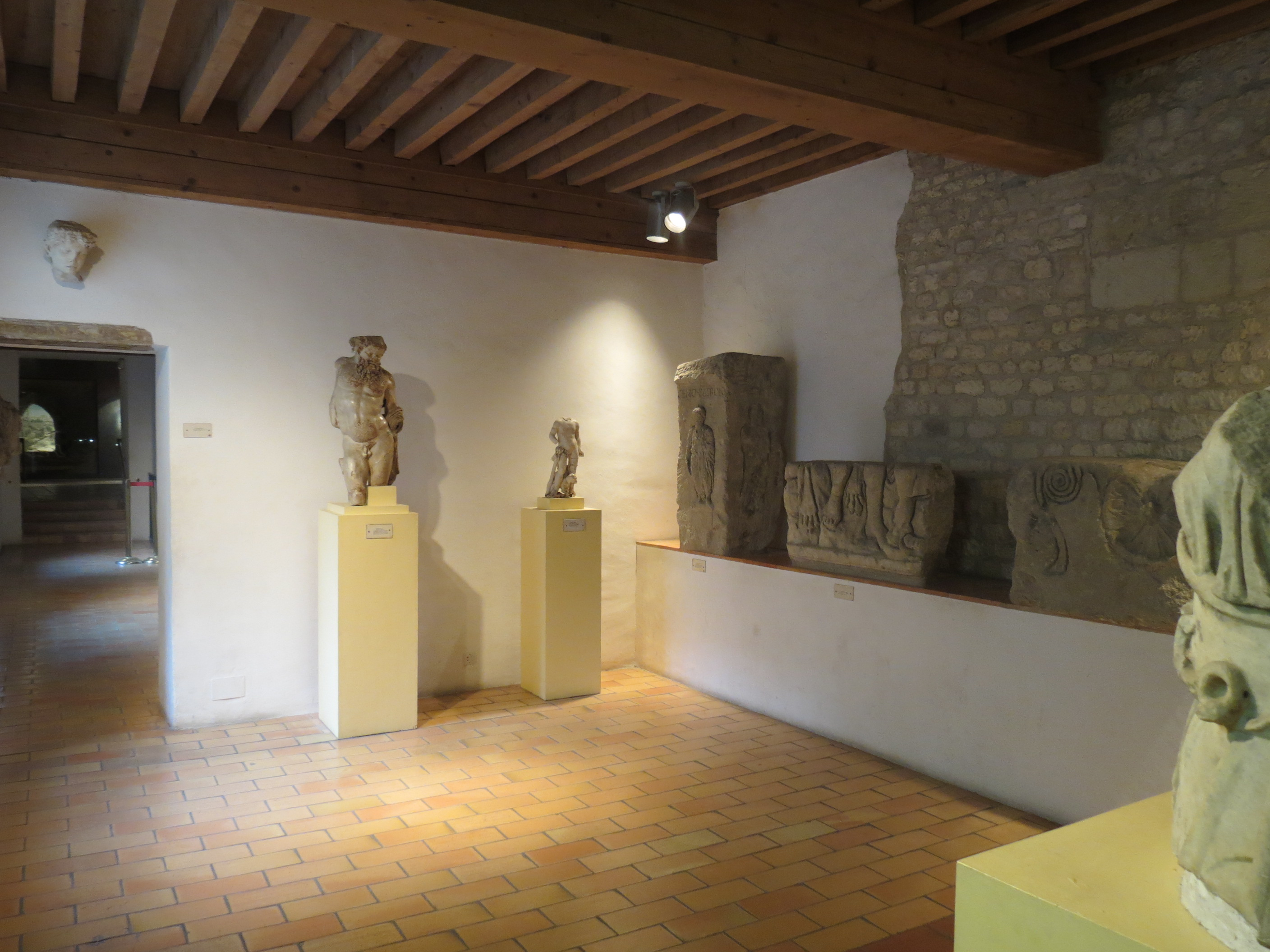
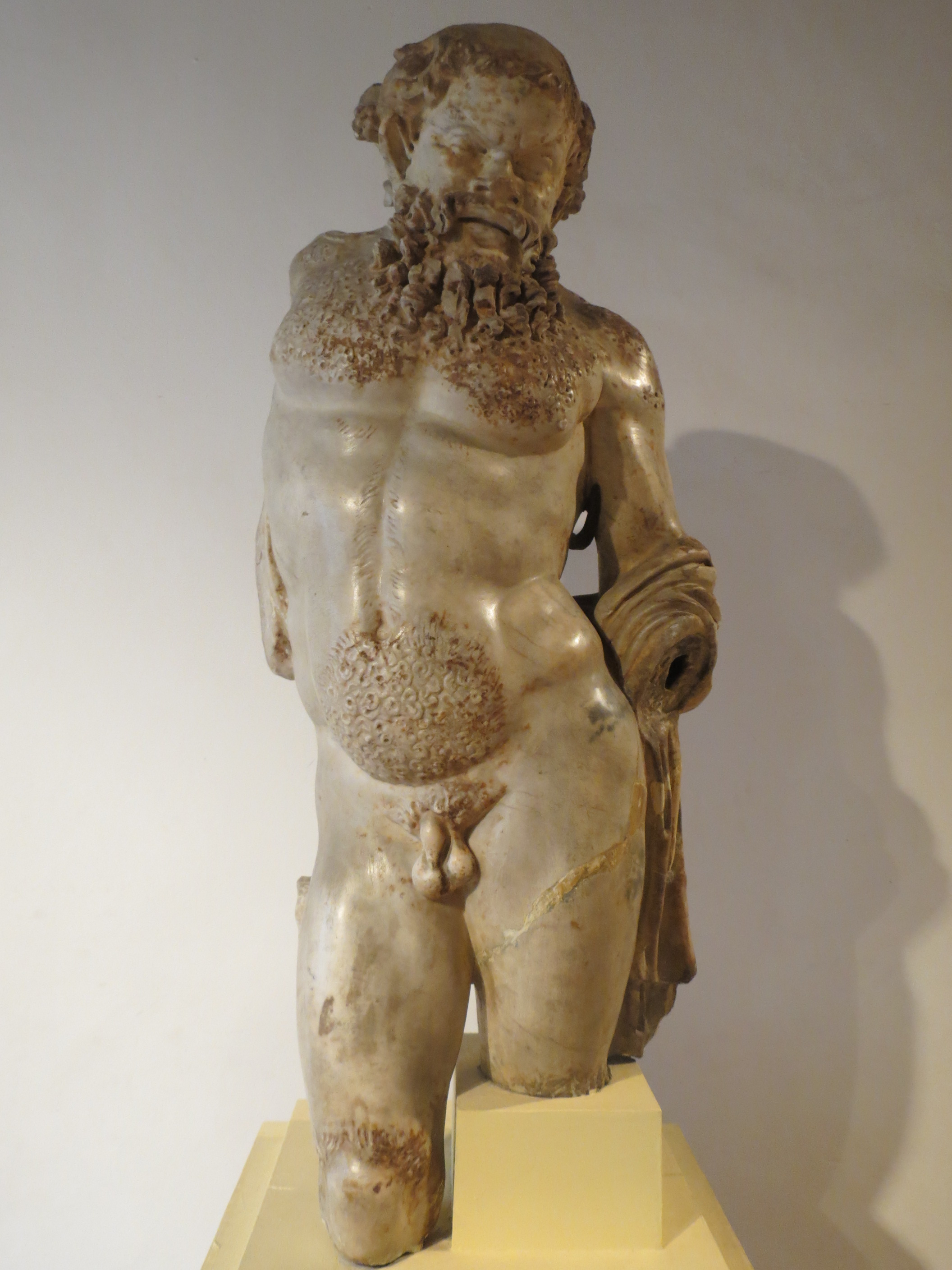
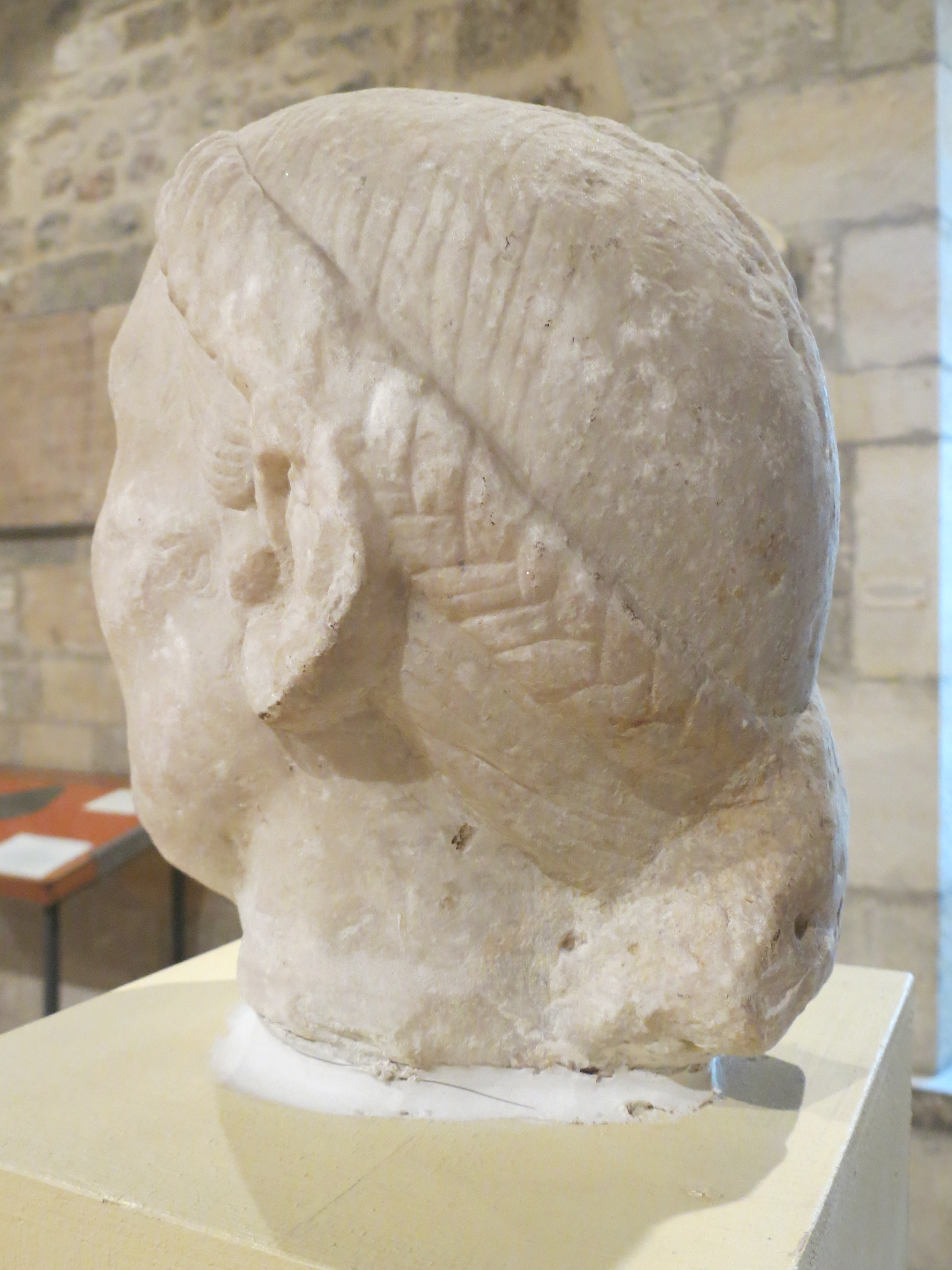
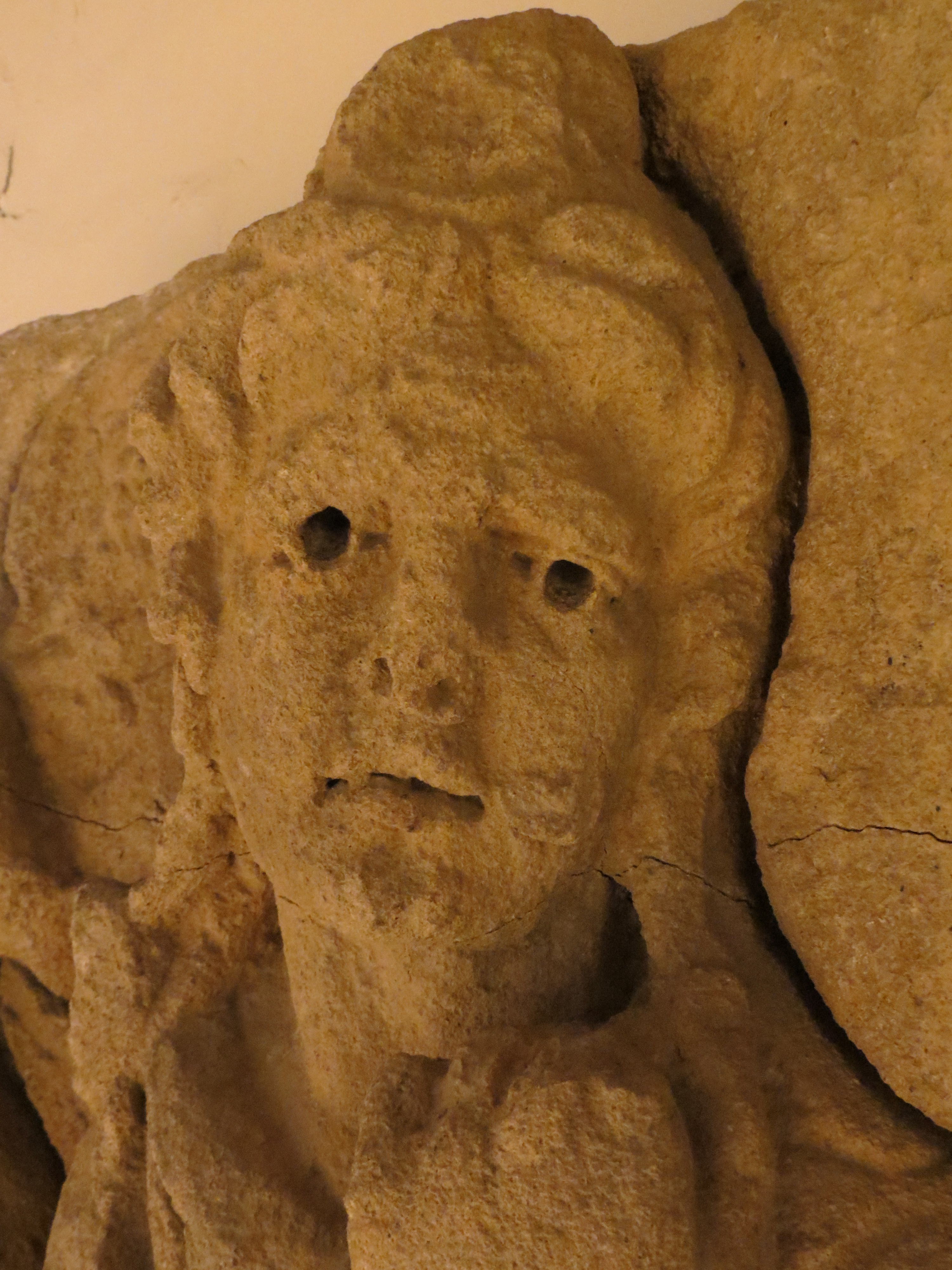
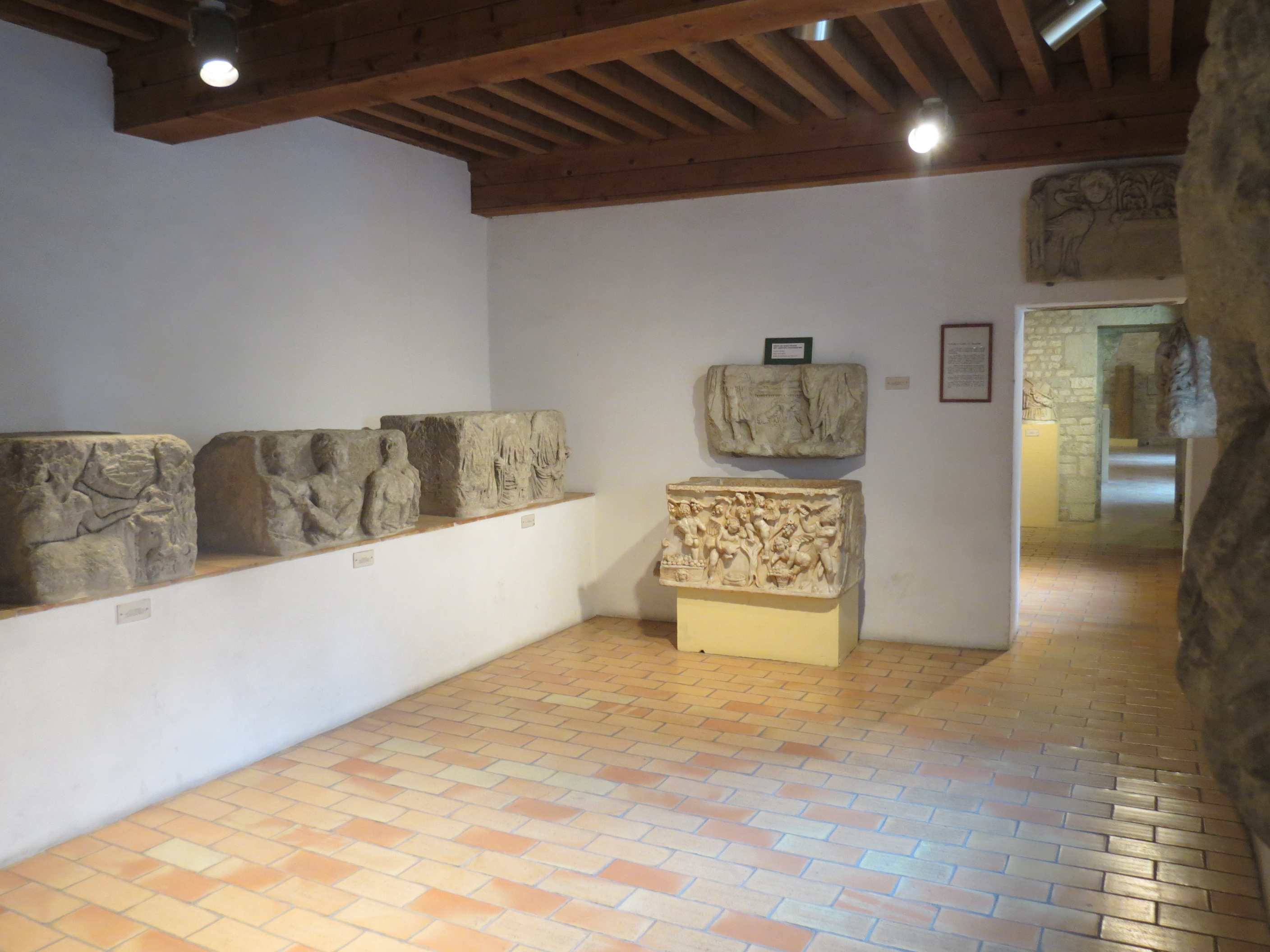